# Tholos do Barro

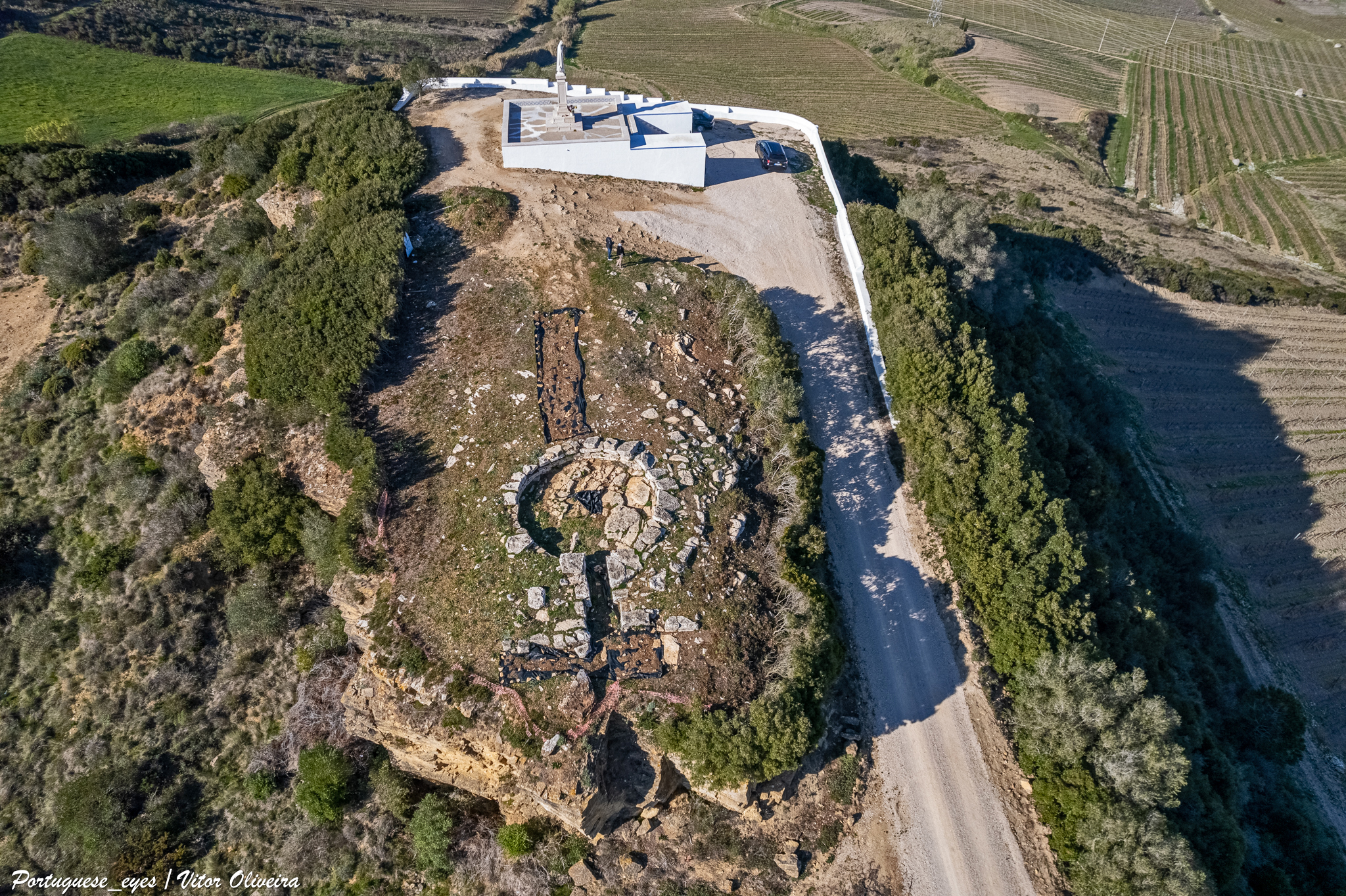
Luftbild

Die Tholos do Barro ist ein kupferzeitliches Kuppelgrab aus Blockmauerwerk. Es liegt an der Ostseite eines weithin sichtbaren Marienheiligtums auf dem Monte da Pena, in der Nähe eines alten Steinbruchs beim Dorf Barro bei Torres Vedras, etwa 45 km nördlich von Lissabon in Portugal.
Von dem runden Kuppelgrab aus Kalksteinblockmauerwerk sind noch bis zu sieben Reihen der Umfassung erhalten. Der Hügel hatte einen Durchmesser von 13 m. Zieht man Befunde aus der neuen Grabung in der Nekropole von Alcalar (Portimão) zu Rate, so könnte es sich auch hier um einen zweistufig angelegten Cairn gehandelt haben.
Die Wand der Kammer, von sechs Meter Durchmesser, ist noch etwa einen Meter hoch erhalten. Man erkennt stellenweise noch den Ansatz der falschen Kuppel.
Kammer, Gang und Vorkammer haben zusammen eine Länge von 9,7 m. Der Innere Gang ist zwei Meter lang und 90 cm breit. Davor liegt (noch innerhalb des Hügels) eine 1,70 m lange und 1,50 m breite Vorkammer. An deren Eingang schließen im rechten Winkel die Reste einer beidseits auf etwa 2,70 m Länge erhaltenen Mauer aus Kalksteinblöcken an, die als Reste eines Vorhofs oder einer Exedra gedeutet werden.
Das Grab wurde im Jahre 1908 von Paolo Bovier-Lapierre und E. Jalhay ausgegraben, blieb jedoch unpubliziert. Zu den Funden gehören Geräte aus Felsgestein (Amphibolit, Diorit, Granit), Kalksteinidole und -gefäße, ein Schieferstab, sowie Keramik, Knochengegenstände und Schmuck, aber auch ein Kupferdolch und Metallringe. Die Funde, die auch aus der nahen Siedlung stammen, liegen im Lissaboner Museu Nacional de Arqueologia. In der Nähe liegt der Fundplatz Cabeço da Arruda.